# Giovani Lo Celso
Giovani Lo Celso (Rosario, 9 de abril de 1996) é um futebolista argentino que atua como meio-campista. Atualmente joga pelo Betis.

## Carreira

### Rosario Central
Lo Celso começou sua carreira nas categorias de base do Rosario Central, em 2010. Em 2015 foi promovido ao elenco profissional, fazendo sua estreia pelo time no dia 19 de julho, contra o Vélez Sarsfield, em partida que terminou 0 a 0.
No dia 28 de fevereiro de 2016, Lo Celso marcou seu primeiro gol pelo Rosario em uma vitória por 3 a 0 sobre o Colón. Ao longo da temporada, Lo Celso se destacou com a camisa do clube argentino, principalmente na disputa da Copa Libertadores, ganhando destaque na mídia internacional e a camisa 10. Foi considerado uma das maiores promessas do futebol argentino pelo jornal italiano La Gazzetta dello Sport, que o situou como o 38° melhor jogador Sub-20 do mundo no ano de 2016.

### Paris Saint-Germain
No dia 26 de julho de 2016, Lo Celso assinou contrato com o Paris Saint-Germain, com duração de cinco anos, até 2021. Antes de se juntar ao elenco parisiense, o meia foi emprestado ao Rosario até dezembro de 2016.
Sem muito espaço no time titular do PSG, Giovani Lo Celso deixou o time de Paris rumo ao Betis, por empréstimo. No PSG desde 2016, Lo Celso participou de 54 partidas marcou seis gols e ainda deu nove assistências.

### Betis
Em 31 de agosto de 2018 o Betis oficializou a contratação de Giovani Lo Celso por empréstimo junto ao Paris Saint-Germain até o fim da temporada, com opção de compra ao fim do acordo com o time francês.
Em 2018/19, por outro lado, Lo Celso teve seu ano de afirmação. Marcou 16 gols em 45 partidas pelos verdiblancos, sendo nove deles no Espanhol, assim ao final da época, o Betis resolveu exercer a opção de compra pelo jogador de 23 anos, até então emprestado pelo Paris Saint-Germain, por 25 milhões de euros.

### Tottenham
Foi confirmado como novo reforço do Tottenham no dia 8 de agosto de 2019. O argentino chegou por empréstimo de uma temporada, com opção de compra ao fim do vínculo.
Sem espaço no time titular dos Spurs, o argentino ainda não caiu nas graças da torcida, com poucas atuações marcantes desde que chegou a Londres em 2019, além disso, o treinador do Tottenham Antonio Conte não gostou de  apresentações recentes do jogador então para o clube e o jogador o melhor foi um empréstimo. Por fim, com a camisa dos Spurs, Lo Celso disputou 84 partidas, marcando oito gols e seis assistências.

### Villarreal
A saber, que em 31 de janeiro de 2022 o Villarreal  anunciou a contratação de Lo Celso, por empréstimo.Em sua primeira temporada pelo Villarreal, Lo Celso voltou a jogar bem, terminando a temporada com 16 jogos, um gol e uma assistência.

### Retorno ao Betis
Em 30 de agosto de 2024, antes do fechamento da janela de transferências, Lo Celso deixou o Tottenham e voltou ao Betis, assinando um contrato de quatro anos.

## Seleção Argentina
Foi convocado para a disputa dos Jogos Olímpicos de Verão de 2016.

## Estatísticas
Atualizado até 10 de dezembro de 2020.

### Clubes
| Equipe              | Temporada         | Campeonato nacional | Campeonato nacional | Campeonato nacional | Copa nacional | Copa nacional | Copa nacional | Competições continentais | Competições continentais | Competições continentais | Total | Total | Total   |
| Equipe              | Temporada         | Jogos               | Gols                | Assist.             | Jogos         | Gols          | Assist.       | Jogos                    | Gols                     | Assist.                  | Jogos | Gols  | Assist. |
| ------------------- | ----------------- | ------------------- | ------------------- | ------------------- | ------------- | ------------- | ------------- | ------------------------ | ------------------------ | ------------------------ | ----- | ----- | ------- |
| Rosário Central     | 2015              | 13                  | 0                   | 3                   | 3             | 0             | 2             | –                        | –                        | –                        | 16    | 0     | 5       |
| Rosário Central     | 2016              | 23                  | 3                   | 7                   | 6             | 0             | 1             | 9                        | 0                        | 1                        | 38    | 3     | 9       |
| Rosário Central     | Total             | 36                  | 3                   | 10                  | 9             | 0             | 3             | 9                        | 0                        | 1                        | 54    | 3     | 14      |
| Paris Saint-Germain | 2016–17           | 4                   | 0                   | 2                   | 1             | 0             | 0             | –                        | –                        | –                        | 5     | 0     | 2       |
| Paris Saint-Germain | 2017–18           | 33                  | 4                   | 4                   | 8             | 2             | 0             | 7                        | 0                        | 2                        | 48    | 6     | 6       |
| Paris Saint-Germain | 2018–19           | 1                   | 0                   | 0                   | 0             | 0             | 0             | 0                        | 0                        | 0                        | 1     | 0     | 0       |
| Paris Saint-Germain | Total             | 38                  | 4                   | 6                   | 9             | 2             | 0             | 7                        | 0                        | 2                        | 54    | 6     | 8       |
| Betis               | 2018–19           | 32                  | 9                   | 4                   | 6             | 2             | 0             | 7                        | 5                        | 1                        | 45    | 16    | 5       |
| Betis               | 2019–20           | 0                   | 0                   | 0                   | 0             | 0             | 0             | –                        | –                        | –                        | 0     | 0     | 0       |
| Betis               | Total             | 32                  | 9                   | 4                   | 6             | 2             | 0             | 7                        | 5                        | 1                        | 45    | 16    | 5       |
| Tottenham           | 2019–20           | 28                  | 0                   | 2                   | 4             | 1             | 1             | 5                        | 1                        | 0                        | 37    | 2     | 3       |
| Tottenham           | 2020–21           | 8                   | 1                   | 0                   | 0             | 0             | 0             | 8                        | 4                        | 0                        | 16    | 5     | 0       |
| Tottenham           | Total             | 36                  | 1                   | 2                   | 4             | 1             | 1             | 13                       | 5                        | 0                        | 53    | 7     | 3       |
| Total na carreira   | Total na carreira | 142                 | 17                  | 22                  | 28            | 5             | 4             | 36                       | 10                       | 4                        | 206   | 32    | 30      |

### Seleção Argentina
| Ano   |       |      |
| Ano   | Jogos | Gols |
| ----- | ----- | ---- |
| 2017  | 2     | 0    |
| 2018  | 8     | 1    |
| 2019  | 11    | 1    |
| 2020  | 2     | 0    |
| Total | 23    | 2    |

## Títulos
Paris Saint Germain
- Campeonato Francês: 2017–18
- Copa da Liga Francesa: 2016–17, 2017–18
- Copa da França: 2016–17, 2017–18
- Supercopa da França: 2017, 2018

Seleção Argentina
- Superclássico das Américasː 2019
- Copa América: 2021, 2024
- Copa dos Campeões CONMEBOL–UEFA: 2022

### Prêmios individuais
- 50 jovens promessas do futebol mundial de 2016 (La Gazzetta dello Sport)[14]